# 王可元
王可元（Wang Ko Yuan，1989年11月18日—），台灣男演員及模特兒。2019年演出公視電視劇《我們與惡的距離》開始嶄露頭角，同年入圍第21屆台北電影獎最佳新演員獎。

## 經歷
大三時，在校園間被相中試鏡拍攝廣告，開始演藝之路。雖然拍過許多電視與平面廣告，但演藝生涯並不是這麼一如風順，曾經有許多次試鏡不成功。2019年演出公視熱門大戲《我們與惡的距離》殺人犯李曉明一角開始露頭角，同年以電影《情色小說》中的小兒麻痺作家，入圍第21屆台北電影獎最佳新演員獎。

## 演出作品

### 電視劇・網路劇
| 年份   | 電視劇名稱                     | 角色         | 導演                   | 播出頻道                        | 備註 |
| 2017年 | 《通靈少女》                   | 小混混       | 陳和榆                 | 公視、HBO                       |      |
| 2017年 | 《深藍與月光》                 | 小K          | 李佳樺                 | 酷瞧、CHOCO TV                  |      |
| 2019年 | 《我們與惡的距離》             | 李曉明       | 林君陽                 | 公視、HBO                       |      |
| 2019年 | 《鏡子森林》                   | 強森         | 鄭文堂、吳宗叡、李權洋 | 民視                            |      |
| 2020年 | 《唐人街探案》 - 幽靈邀請賽    | 小飛         | 來牧寬                 | 愛奇藝                          |      |
| 2020年 | 《若是一個人》                 | 林百樂(芭樂) | 杜政哲                 | 華視、公視台語台                |      |
| 2020年 | 《記憶浮島》                   | 張承富       | 陳昊義                 | KKTV、myVideo                   |      |
| 2020年 | 《預支未來》                   | 陳凱翔       | 賴俊羽                 | 優酷、Netflix                   |      |
| 2020年 | 《愛不愛栗絲》                 | 柴郡         | 周育聖、陳孟洧         | Vidol、LINE TV                  |      |
| 2021年 | 《誰在你身邊》                 | 阿智         | 何潤東                 | HBO                             |      |
| 2021年 | 《比悲傷更悲傷的故事：影集版》 | 蘇國培       | 謝沛如                 | Netflix                         |      |
| 2023年 | 《美食無間》                   | 傑克         | 奚岳隆                 | 三立都會台、中華電信MOD         |      |
| 2024年 | 《今夜一起為愛鼓掌》           | 曉勇         | 李俊宏                 | MyVideo、八大戲劇台             |      |
| 2024年 | 《妮波自由式》                 | Andy         | 許介亭                 | Hami Video、MyVideo、friDay影音 |      |
| 2025年 | 《師大公園地下社會》           |              |                        | Netflix                         |      |

### 電視電影
| 年份   | 電視電影名稱                    | 角色   | 導演   | 播出頻道 | 備註 |
| 2018年 | 公視人生劇展 - 《業務員之死》   | 孫明甫 | 馬慶鐘 | 公視     |      |
| 2019年 | 華視金選劇場 - 《青春魯蛇物語》 | 何家傳 | 許雅婷 | 華視     |      |
| 2020年 | 《格瑞特真相》                  | 路人   | 馬君慈 | 台視     |      |
| 2022年 | 公視新創電影 - 《阿媽》         | 徐國倫 | 吳旻炫 | 公視     |      |
| 2022年 | 公視新創電影 - 《溫馨家庭日》   | 黑衣男 | 梁秀紅 | 公視     |      |

### 電影・短片
| 年分   | 電影名稱           | 角色           | 導演   | 備註       |
| 2016年 | 《銷售奇姬》       |                | 卓立   |            |
| 2016年 | 《說好的青春》     |                | 葉魯納 |            |
| 2017年 | 《窒息遊戲》       | 大毛           |        |            |
| 2018年 | 《軍犬》           | 學弟           | 王品文 |            |
| 2018年 | 《情色小說》       | 王振宇         | 林孝謙 |            |
| 2019年 | 《大三元》         | 保全主任       | 陳怡妤 | 友情客串   |
| 2019年 | 《癡情馬殺雞》     | Kevin          | 游智涵 |            |
| 2019年 | 《返校》           | 黃又新         | 徐漢強 | 友情客串   |
| 2019年 | 《陽光普照》       | 阿和獄友       | 鍾孟宏 |            |
| 2020年 | 《親愛的房客》     | 尤士軒（Eric） | 鄭有傑 |            |
| 2020年 | 《沒有網路的日子》 |                | 葉宗軒 | 高雄拍短片 |
| 2021年 | 《錦鯉墜落》       |                | 朱建安 |            |
| 2022年 | 《徘徊年代》       |                | 張騰元 |            |
| 2023年 | 《山雨欲來》       |                | 莊詠翔 | 高雄拍短片 |
| 2025年 | 《眾生相》         |                | 李駿碩 |            |

### 微電影
| 年分   | 影片名稱                         | 角色   | 導演   | 備註               |
| 2014年 | 遠傳電信 - 《開口說愛 讓愛遠傳》 | 可元   | 楊力州 |                    |
| 2015年 | Acer - 《翻轉世界 嬉形於色》     | 男主角 | 陳裕明 |                    |
| 2015年 | 《統一陽光糙米漿上班族證言篇》   |        |        |                    |
| 2019年 | 《天使親吻過的聲音》             | 小天   |        | 董氏基金會公益短片 |

### 音樂錄影帶
| 年份   | 作品名稱             | 演出角色     | 歌手            | 導演           | 備註 |
| 2015年 | 《複誦》             | 兒子         | Easy Shen       | 黃丹琪         |      |
| 2015年 | 《後來我們會怎樣》   | 彈鋼琴男子   | 劉惜君          | 林彥廷         |      |
| 2016年 | 《錯了嗎》           | 咖啡師       | 有感覺樂團      | 吳範儀         |      |
| 2017年 | 《暗了，亮了》       | 輪椅女孩男友 | 戴愛玲          | 林孝謙、呂安弦 |      |
| 2017年 | 《你說風景無法帶走》 | 年輕男生     | Crispy脆樂團    | 胡瑞財         |      |
| 2017年 | 《無窮》             | 蒙眼男       | 吳汶芳          | 陳宏一         |      |
| 2018年 | 《笨蛋》             | 男子         | 趙珮榕          | 李珈綺         |      |
| 2018年 | 《就讓它漸漸死吧》   | 男友         | 許書豪          | 林洹宇         |      |
| 2019年 | 《不祥的預感》       | 男主角       | HUSH            | 魏奕昊         |      |
| 2019年 | 《何妨》             | 停車場保全   | 家家feat.茄子蛋 | 殷振豪         |      |
| 2019年 | 《為你幸福過的我》   | 綁架犯       | 戴愛玲          | 胡瑞財         |      |
| 2019年 | 《輕輕觸碰》         | 藍衣男       | 鄭宜農          | 鄭宜農         |      |
| 2020年 | 《怦然心動》         | 大賣場店員   | 蕭秉治          | 黃子然         |      |
| 2020年 | 《你聽聽就好》       | 劈腿渣男     | 李芷婷          | 李昱賢         |      |
| 2020年 | 《一刀切》           | 男主角       | 胡鴻鈞          | Owen Chow      |      |

### 廣播劇
| 年份   | 播放平台        | 廣播劇名稱           | 角色   | 性質   | 原著作者 | 劇本改編 | 備註     |
| 2021年 | 鏡文學-Facebook | 《部門人事調整公告》 | 常少裕 | 男主角 | AMI亞海  | 莊翔安   | 聲音演出 |
| 2022年 | 甲板日誌        | 《不在一起不行嗎》   | 何晉合 | 男主角 | 張維中   | 甲板日誌 | 聲音演出 |

## 獎項紀錄
| 年份   | 頒獎典禮         | 獎項       | 影片         | 角色   | 結果 |
| ------ | ---------------- | ---------- | ------------ | ------ | ---- |
| 2019年 | 第21屆台北電影獎 | 最佳新演員 | 《情色小說》 | 王振宇 | 提名 |

## 外部連結
- 王可元的Facebook專頁
- 王可元的Instagram帳戶
- 王可元的新浪微博
- 王可元在互联网电影资料库（IMDb）上的資料（英文）